# Kermia granosa
Kermia granosa é uma espécie de gastrópode do gênero Kermia, pertencente a família Raphitomidae.